# Tiziana Ciprini
Tiziana Ciprini (Perugia, 4 febbraio 1976) è una politica italiana.
Eletta nella circoscrizione Umbria, è stata proclamata deputata dell’attuale legislatura il 19 marzo 2018. Già deputata del M5S nella XVII legislatura per la Commissione Lavoro Pubblico e Privato, l’Onorevole Ciprini è Segretario e Componente dell’XI Commissione (Lavoro Pubblico e Privato), Componente della Commissione Parlamentare di inchiesta sui fatti accaduti presso la comunità «Il Forteto» e della Commissione Parlamentare per la Semplificazione.

## Biografia e formazione
Tiziana Ciprini cresce e studia a Perugia, dove consegue col massimo dei voti (60/60) il diploma di maturità scientifica presso il liceo scientifico "Galeazzo Alessi". Prosegue i suoi studi a Roma dove, si laurea in Psicologia del lavoro e delle organizzazioni presso l'Università La Sapienza. Nel 2005 viene assunta dalla Regione Umbria nel servizio di organizzazione e gestione del personale, con il profilo professionale di istruttore amministrativo.
Nel 2006 presso l'Università degli Studi di Roma "La Sapienza" consegue il Diploma di Master di II livello in Scienze Forensi (criminologia-investigazione-security-intelligence), Dipartimento di Scienze Psichiatriche e Medicina Psicologica. Sempre a Roma, nel 2011 consegue il Diploma di Grafologia presso il Centro Studi Grafologici (CESGRAF), quindi, svolge dal 2012 anche attività di C.T.U. presso il Tribunale di Perugia in qualità di esperta grafologa.
Dal 2007 è impegnata in attività di volontariato con la Croce Rossa Italiana presso il Comitato di Perugia, dove è membro del Servizio Psicosociale e della Squadra di Supporto per l'Emergenza Psicosociale, occupandosi di disabilità, anziani ed emarginazione sociale.

## Attività politica
Nel 2007 aderisce prima, divenendo attivista, al movimento amici di Beppe Grillo e poi al Movimento Cinque Stelle, per il quale, con la lista "Perugia a cinque stelle", si candida alle elezioni comunali di Perugia, senza essere eletta.
Alle elezioni comunali del 2009 a Perugia è candidata consigliere con la lista civica Beppe Grillo.it senza essere eletta.
Alle elezioni politiche del 2013 viene candidata dal Movimento Cinque Stelle come capolista ed eletta deputata nella circoscrizione XIII Umbria, grazie al 27,16 % dei voti conseguiti dal Movimento 5 Stelle.  
Dal 2013 fa parte della XI Commissione (Lavoro Pubblico e Privato), del Comitato per le pari opportunità, della Commissione parlamentare per le questioni regionali, della Giunta per le autorizzazioni e del Comitato parlamentare per i procedimenti di accusa.
Nel 2018 viene nuovamente rieletta in Parlamento come capolista alla Camera per la circoscrizione Umbria. Fa parte della Commissione Lavoro Pubblico e Privato, di cui è stata eletta Segretaria, della Commissione per la Semplificazione e della Commissione di inchiesta sui fatti accaduti presso la comunità ‘il Forteto’.
È nota per le sue prese di posizione politiche  contro il sistema finanziario mondiale. In particolare, sulla questione mediorientale ha definito gruppo terroristico islamista noto come ISIS come il frutto di un'operazione di tipo “false flag” messa in piedi nell'ambito delle strategie di politica estera , mentre in politica internazionale ha qualificato il Gruppo Bilderberg come un governo ombra sovranazionale che opererebbe per comprimere la sovranità nazionale e per pianificare in segreto eventi da far apparire come avvenimenti casuali . A tale proposito, nel 2014 ha denunciato alcune figure di spicco in ambito istituzionale europeo per presunta violazione della Legge Anselmi sulle organizzazioni segrete: tra questi, il governatore della Banca centrale europea Mario Draghi, il presidente del Consiglio europeo Herman Van Rompuy, il presidente della Commissione europea José Manuel Barroso.
È stata promotrice dell’uso dei "drug test" a carico dei parlamentari e controlli con cani antidroga innanzi agli accessi ai locali della Camera e all’interno degli stessi, per rilevare l’uso di droghe pesanti tra gli onorevoli.
È critica sul fenomeno dell'utero in affitto, affermando che “la maternità viene sacrificata sull’altare del neo mercantilismo di stampo liberista, che trasforma l’essere umano in merce a basso costo e mercifica tutto, dai diritti alla dignità”.

## Pubblicazioni
Articolo “Il lavoro nelle piattaforme digitali. Nuove opportunità, nuove forme di sfruttamento, nuovi bisogni di tutela” in Rivista Giuridica del Lavoro, n. 2/2017, Ediesse (pagg. 170-175).
Saggio “Il Bene Lavoro- La nuova era dell’occupazione globale in Italia”, 2017, Minerva Edizioni.